# (175562) Ajsingh
(175562) Ajsingh est un astéroïde de la ceinture principale d'astéroïdes.

## Description
(175562) Ajsingh est un astéroïde de la ceinture principale d'astéroïdes. Il fut découvert le 28 septembre 2006 à Apache Point par Andrew C. Becker. Il présente une orbite caractérisée par un demi-grand axe de 2,92 UA, une excentricité de 0,04 et une inclinaison de 13,0° par rapport à l'écliptique.

## Compléments